# Acartia bacorehuisensis
Acartia bacorehuisensis is een eenoogkreeftjessoort uit de familie van de Acartiidae. De wetenschappelijke naam van de soort is voor het eerst geldig gepubliceerd in 1986 door Zamora-Sánchez & Gómez-Aguirre.